# スミ・ジョー
スミ・ジョー（英: Sumi Jo）は、韓国出身のソプラノ歌手。朝鮮語（韓国語）名はチョ・スミ（朝: 조수미、漢：曺秀美、英: Jo Sumi）。

## 概要
多くの韓国ドラマの挿入歌を歌っている。クォン・サンウのファンである。ミュージカル俳優KAIの芸名を考えた。

## 来歴
仙和芸術中・高等学校、ソウル大学校中退。サンタ・チェチーリア音楽院で鍵盤楽器と声楽を学ぶ。
ソウルで『フィガロの結婚』のスザンナ役でオペラ・デビューした。
1988年、リヨン歌劇場でジェローム・サヴァリー演出、ジョン・エリオット・ガーディナー指揮によるロッシーニ『オリー伯爵』のアデール伯爵夫人を演じた後、CD録音。
その後、ヘルベルト・フォン・カラヤンに注目され、『仮面舞踏会』のオスカル役を歌って聞かせたところ、オーディションに参加することができた。カラヤンは彼女の声を「神からの贈り物」と評した。翌1989年、急死したカラヤンに代わってゲオルク・ショルティの指揮で行われたザルツブルク音楽祭での公演（ジョン・シュレシンジャー演出）で、同音楽祭にデビューした。翌1990年の再演はTV生中継で日本を含む世界各国で放映され、一躍その名を知らしめた（その後DVD化）。
その後は世界の主要な歌劇場において、夜の女王（『魔笛』、ウィーン国立歌劇場日本公演でも急な代役で演じ、初来日）やルチア（『ランメルモールのルチア』）、ツェルビネッタ（『ナクソス島のアリアドネ』）などのコロラトゥーラ・ソプラノの役を積極的にこなす。1994年、ロマン・ポランスキー演出による『ホフマン物語』のオランピアでパリ・オペラ座にデビューし、これが縁でポランスキー監督の映画『ナインスゲート』の音楽でヴォカリーズも担当した。1995年は南仏のエクサン・プロヴァンス音楽祭でマルセル・マレシャル演出『オリー伯爵』を演じ、フランスではTV生中継される。その後も、リチャード・ボニング、ズービン・メータ、ロリン・マゼールなどの主要な指揮者や、アルフレード・クラウスなどの名歌手と共演を重ねてきた。録音数も多く、現在では古楽器オーケストラとも録音を制作している。
彼女はフランスの芸術文化の装飾を受けました。